# Psycho Cop
Psycho Cop (br: Psycho Cop - Ninguém Está em Segurança)  é um filme americano de 1989, do gênero terror / policial, escrito e dirigido por Wallace Potts.

## Sinopse
O policial Joe Vickers (Robert R. Shafer) teria tudo para ser um bom policial se não fosse por seus hábitos estranhos. O primeiro detalhe um tanto estranho é que ele é um satanista! O segundo, é que ele gosta de matar pessoas inocentes! A matança começa quando o policial psicopata Joe Vickers encontra um grupo de três jovens casais que estão passando um final de semana em uma casa de campo no meio da floresta, afastada da civilização, para comemorar a fortuna que ganharam com investimentos no mercado de ações. Jovens, cerveja, arruaça? Joe Vickers não poderia deixar de ir investiga-los e puni-los severamente, matando um a um sem motivo aparente.

## Elenco
- Robert R. Shafer  ... Policial Joe Vickers (como Bobby Ray Shafer)
- Jeff Qualle  ...  Doug
- Palmer Lee Todd  ...  Laura
- Dan Campbell  ...  Eric
- Cindy Guyer  ...  Julie (como Cynthia Guyer)
- Linda West  ...  Sarah
- Greg Joujon-Roche  ...  Zack
- Bruce Melena  ...  Cop #1
- Glenn Steelman ...  Cop #2
- Julie Araskog  ...  Dead Woman
- Denise Hartman ...  Barbara / Cop #3
- David L. Zeisler  ...  Greg / Cop #4